# Румыния на «Евровидении-2013»
Румыния принимала участие в Конкурсе песни Евровидение 2013 в Мальмё и выбирала представителя посредством национального отбора Selecţia Naţională, организованного TVR. Представлял Румынию певец Чезар с песней «It’s My Life».

## Национальный финал
В финале отборочного тура «Евровидение-2013» 9 марта 2013 года в Румынии участвовало 12 исполнителей. Победителем стал Чезар с песней «It’s My Life».
| Номер | Исполнитель                | Песня                               | Телеголосование | Телеголосование | Жюри   | Жюри  | Итого | Место |
| Номер | Исполнитель                | Песня                               | Голоса          | Баллы           | Голоса | Баллы | Итого | Место |
| ----- | -------------------------- | ----------------------------------- | --------------- | --------------- | ------ | ----- | ----- | ----- |
| 01    | Casa Presei                | «Un Refren»                         | 8,552           | 10              | 19     | 2     | 12    | 4     |
| 02    | Нарчис Юстин Янэу          | «Seven»                             | 1,879           | 5               | 2      | 0     | 5     | 8     |
| 03    | FreeStay                   | «Criminal Mind»                     | 1,168           | 0               | 39     | 5     | 5     | 9     |
| 04    | Елена Кырстя Муттарт       | «Spinning»                          | 1,754           | 4               | 47     | 7     | 11    | 5     |
| 05    | Луминица Ангел             | «Unique»                            | 7,469           | 8               | 65     | 10    | 18    | 3     |
| 06    | Овидю Антон                | «Run away with me»                  | 536             | 0               | 20     | 3     | 3     | 11    |
| 07    | Чезар                      | «It’s My Life»                      | 9,774           | 12              | 47     | 8     | 20    | 1     |
| 08    | Кристиан Прэжеску          | «The best thing in life is to love» | 1,672           | 3               | 10     | 0     | 3     | 10    |
| 09    | Electric Fence             | «Emilia»                            | 3,619           | 7               | 67     | 12    | 19    | 2     |
| 10    | Al Mike feat. Рене Сантана | «What is love»                      | 1,608           | 2               | 46     | 6     | 8     | 7     |
| 11    | Тудор Турку                | «Hello»                             | 3,260           | 6               | 27     | 4     | 10    | 6     |
| 12    | Андрей Леонте              | «Paralyzed»                         | 1,276           | 1               | 17     | 1     | 2     | 12    |

## На Евровидении
На Евровидении Румыния выступала во втором полуфинале 16 мая 2013. По результатам жеребьёвки, Чезар получил семнадцатый номер выступления, после швейцарской группы «Takasa». По результатам голосования жюри и телезрителей певец прошел в финал конкурса, где выступал под 14 номером. По итогам голосования жюри и телезрителей Чезар получил 65 баллов и занял 13 место.
| 12 баллов | 10 баллов                     | 8 баллов | 7 баллов | 6 баллов                      |
| --------- | ----------------------------- | -------- | -------- | ----------------------------- |
|           | Молдавия Греция               |          | Мальта   | Исландия Азербайджан Норвегия |
| 5 баллов  | 4 балла                       | 3 балла  | 2 балла  | 1 балл                        |
| Албания   | Великобритания Австрия Швеция |          |          | Франция Италия Черногория     |

### Баллы отданные другим странам
| 12 баллов | Молдавия    |
| 10 баллов | Азербайджан |
| 8 баллов  | Норвегия    |
| 7 баллов  | Греция      |
| 6 баллов  | Дания       |
| 5 баллов  | Мальта      |
| 4 балла   | Украина     |
| 3 балла   | Швеция      |
| 2 балла   | Нидерланды  |
| 1 балл    | Италия      |

## Интересные факты
- Выступление Чезара практически было идентично номеру представительницы Молдовы Алёны Мун. Исполнители выступали в одинаковых, поднимающихся нарядах[3].
- Исполнитель Чезар, представлявший Румынию, был первым контратенором на Евровидении за последнее множество лет.
- Впервые на этом конкурсе песни Евровидение прозвучал дабстеп, причём именно в номере Чезара.